# Neuer Wasserturm (Düren)

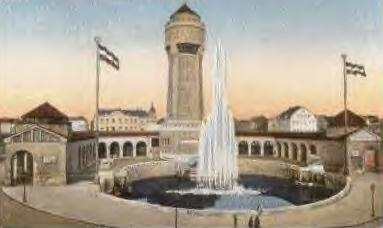
Neuer Wasserturm auf einer colorierten Ansichtskarte

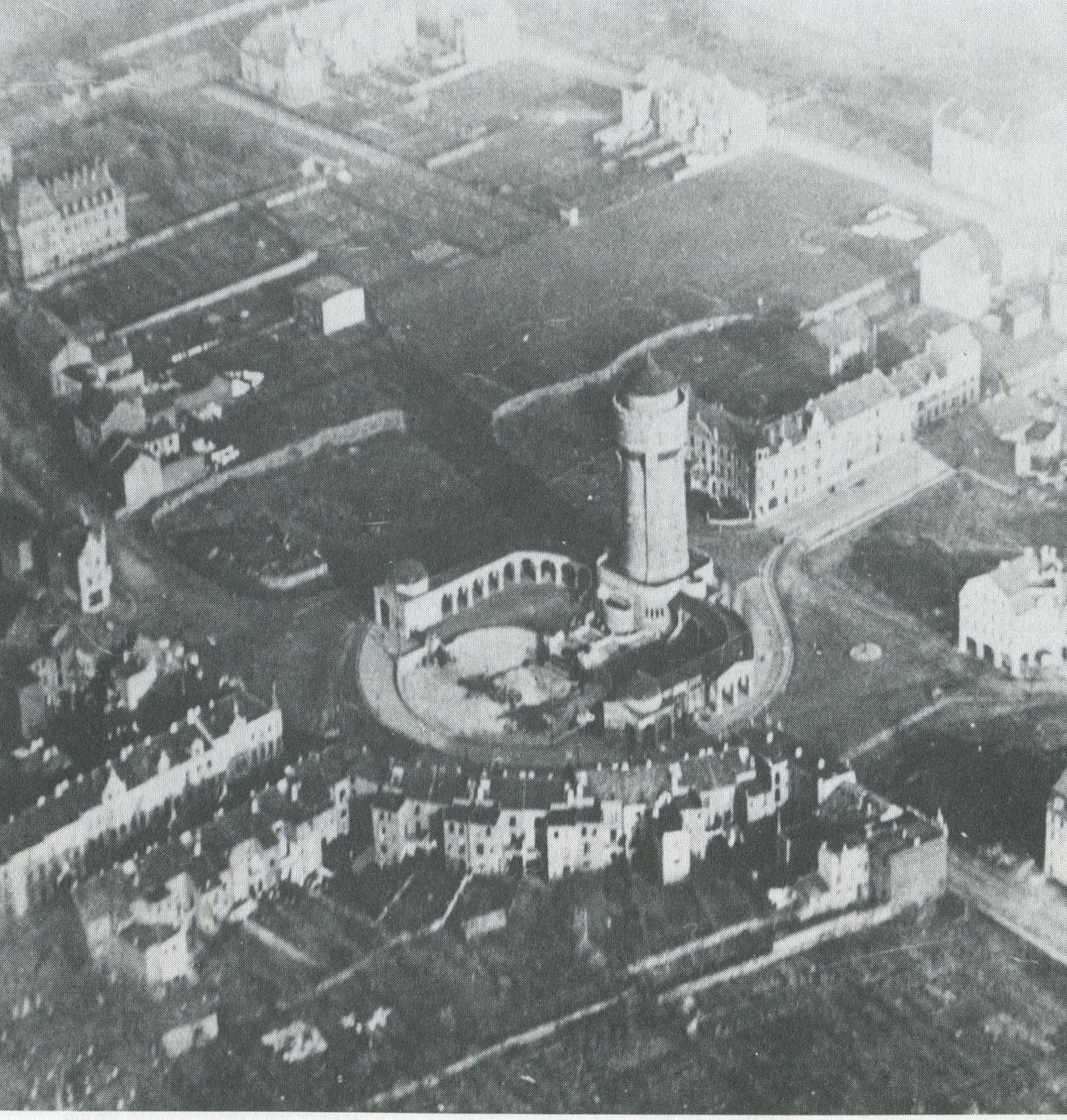
Schrägluftbild des Kölnplatzes 1911

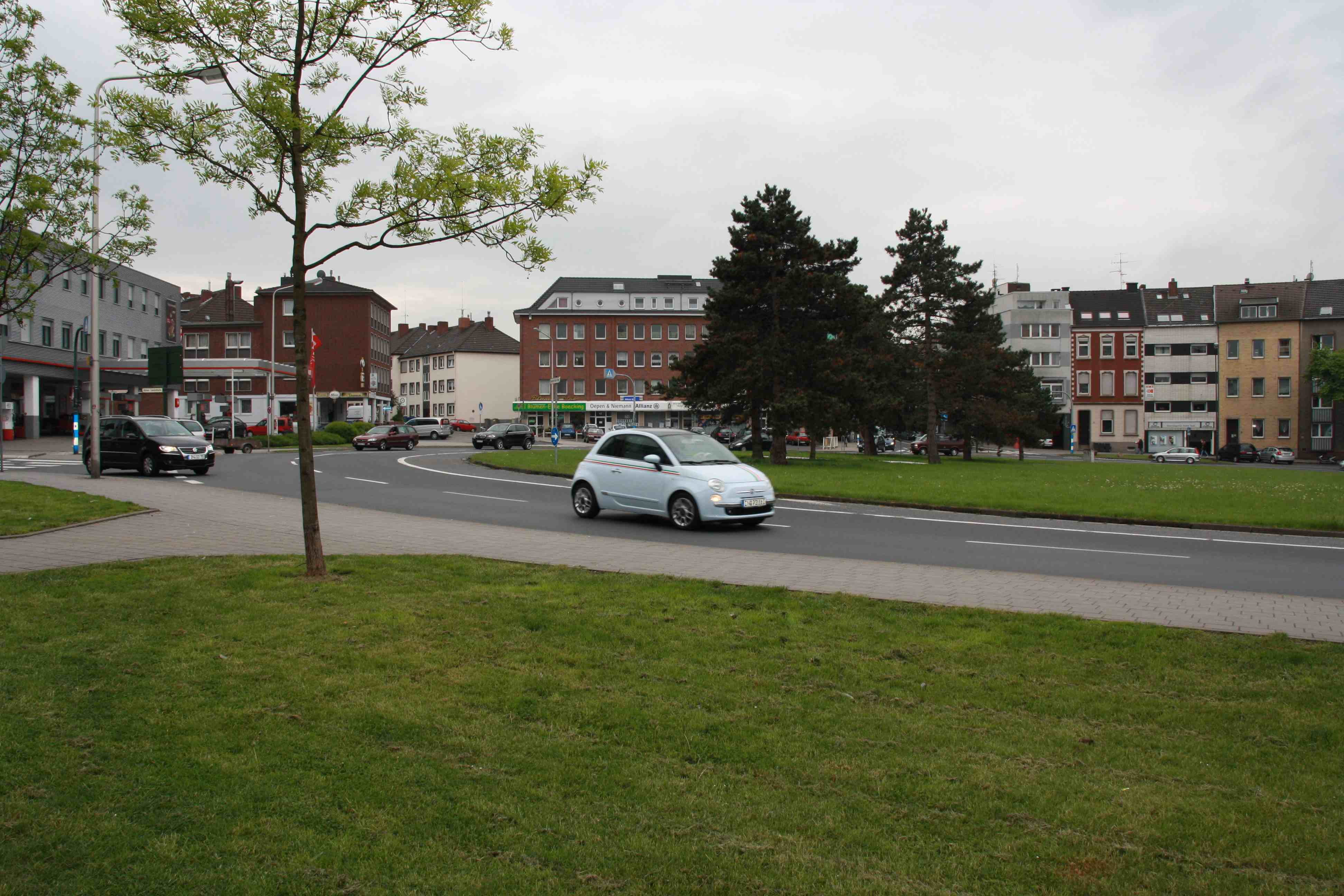
Standort des Wasserturms heute

Der Neue Wasserturm stand in Düren in Nordrhein-Westfalen, auf dem Kölnplatz, dem heutigen Friedrich-Ebert-Platz.

## Geschichte
Der Wasserturm wurde am 27. Oktober 1909 eingeweiht, sein Entwurf stammte vom Architekten und Dürener Stadtbaumeister Heinrich Dauer. Der Bau war nötig, da es Probleme bei der Wasserversorgung des Ostteils der Stadt gab. Der alte Wasserturm auf dem Annakirmesplatz reichte nicht mehr aus. Möglicherweise war die Planung für den Bau der Riemann-Kaserne an der heutigen Euskirchener Straße in den Jahren 1912 bis 1915 mit ausschlaggebend.
Der Wasserturm, der in der Mitte des heutigen Kreisverkehrs stand, war ca. 57 m hoch und die ganze Fläche einschließlich Außenanlage hatte einen Durchmesser von 47 m. Die Aussichtsplattform war bei 42 m angelegt. Die Gesamtfläche der Anlage betrug 6100 m².
Umgeben war der Turm von Kolonnaden. Südlich vom Turm war darin die Wartehalle der Straßenbahn untergebracht und nördlich die Wohnung des Turmwächters. Die Straßenbahn zwischen Innenstadt und Kölner Landstraße fuhr um die Anlage herum.
Der Turmwächter war nicht nur Wächter des Wasserturms, sondern auch für die Belange der kleinen Bürger da. Der Wasserturm war von unten bis zur Aussichtsplattform zu besichtigen, er war dazu einmal in der Woche geöffnet, der Eintrittspreis betrug 0,50 Mark.
Die Finanzierung des Bauwerks gestaltete sich schwierig. Die Rücklage aus dem Reservefonds des Wasserwerks betrug nur 40.000 Mark, so dass 110.000 Mark durch Kredite aufgebracht werden mussten. Es fehlten dann aber immer noch 120.000 Mark für die architektonische Ausstattung der Umgebung. Der Dürener Unternehmer Wilhelm Hoesch erklärte sich bereit, der Stadt 130.000 Mark zu diesem Zweck zu schenken. Später stelle er weitere 17.000 Mark für den Einbau der 25 m hohen Leuchtfontänen zur Verfügung. Das Wasser der Kaskaden floss in das große Wasserbecken vor dem Wasserturm.
An den Kolonnaden wurde 1933 eine Ehrentafel angebracht. Sie hatte folgenden Text:
| VOM 10. RHEINISCHEN INFANTERIE-REGIMENT Nr. 161 LIESSEN IHR LEBEN FÜRS VATERLAND IN DEN JAHREN 1914–1918 88 OFFIZIERE 2520 UNTEROFFIZIERE UND MANNSCHAFTEN HUNDERTEINUNDSECHZIG STURM U. KAMPFBEWÄHRT EWIG HÄLTS DIE TREUE DIE ES SCHWUR AUFS SCHWERT |

Vorne auf dem Kolonnaden standen auf den Ecken zwei steinerne Skulpturen, ein Elch und ein Bison.
Im Zweiten Weltkrieg waren auf dem Wasserturm Militärbeobachter der deutschen Wehrmacht, die der Artillerie bei den Kämpfen im Hürtgenwald die Zielrichtung gegen die US-Armee angaben. Sie sprengten den Turm am 24. Februar 1945, damit er von der vorrückenden US-Armee nicht auch als Beobachtungsposten genutzt werden konnte. Von dort hatte man nicht nur einen Ausblick in den Hürtgenwald, sondern auch in die Zülpicher Börde, das Jülicher Land und bis nach Köln.
Im Oktober 1957 wurde die Ruine entfernt. Ein Teil der Steine wurde für die Umfassungsmauer des Adenauerparks an der Kölnstraße genutzt, ebenso wie Steine des zerstörten Stadttheaters.